# Keith Thomas
Keith Thomas (...) è un regista, sceneggiatore, produttore cinematografico e sceneggiatore statunitense.
È noto soprattutto per aver diretto alcuni film horror come The Vigil - Non ti lascerà andare (2019) e Firestarter (2022).

## Biografia
Keith Thomas ha iniziato la sua carriera nel mondo dello spettacolo nel 2017, fondando la casa di produzione Night Platform e debuttando come regista, sceneggiatore e produttore del cortometraggio horror Arkane.
Nel 2019, ha diretto il film horror soprannaturale The Vigil - Non ti lascerà andare, ottenendo un notevole successo di critica.
Successivamente, nel dicembre dello stesso anno, è stato scelto per dirigere Firestarter, l'adattamento cinematografico del romanzo di Stephen King.
Nel settembre 2021, Thomas ha ampliato il suo repertorio dirigendo un episodio della serie antologica di Netflix Cabinet of Curiosities, curata da Guillermo del Toro.
Nel febbraio 2022, ha dimostrato la sua versatilità dirigendo, scrivendo e producendo il video musicale I Disappear (When You're Near) per l'album See Through You della band A Place to Bury Strangers.
Nel maggio 2022, ha rivelato l'intenzione di trasformare Firestarter in un franchise, con trattative in corso.
A fine maggio 2023, ha completato la sceneggiatura di Omen - L'origine del presagio, un prequel del classico horror The Omen - Il presagio (1976).
Oltre alla sua carriera cinematografica, Keith Thomas è anche un autore di romanzi, avendo scritto The Clarity, Dahlia Black e The Dunnie.

## Filmografia

### Cinema

#### Regista
- Arkane (2017)
- The Vigil - Non ti lascerà andare (2019)
- Firestarter (2022)

#### Sceneggiatore
- Arkane (2017)
- The Vigil - Non ti lascerà andare (2019)
- Omen - L'origine del presagio (2024)

#### Produttore
- Arkane (2017)

### Televisione

#### Regista
- Guillermo del Toro's Cabinet of Curiosities (2022) (1 episodio)

## Videografia
- I Disappear (When You're Near)[1] di A Place to Bury Strangers

## Pubblicazioni
- The Clarity (2018)
- Dahlia Black (2019)
- The Dunnie (2022)

## Riconoscimenti
Per il suo lavoro su Omen - L'origine del presagio, è stato candidato per la "Migliore sceneggiatura" ai Fangoria Chainsaw Awards .